# High School Musical 3: Senior Year
High School Musical 3: Senior Year is een Amerikaanse tienergeoriënteerde musicalfilm uit 2008 onder regie van Kenny Ortega. De film, die werd gedistribueerd door Walt Disney Pictures, is het vervolg op High School Musical (2006) en High School Musical 2 (2007).
Eind april 2008 begon men met de opnames.
Dit laatste deel met de originele acteurs gaat over Troy en Gabriella, twee laatstejaars die niet weten wat ze aan moeten met hun relatie als ze zich realiseren dat ze allebei naar een andere universiteit zullen gaan. In tegenstelling tot de vorige delen, ging het derde deel in première in de bioscoop.

## Verhaal
De leden van het basketbalteam Wildcats en hun vrienden zitten in het laatste jaar van de high school en ze moeten stilaan gaan beslissen over hun vervolgopleiding. Vooral Troy Bolton heeft moeite met deze beslissing. Hij houdt enerzijds van basketbal en anderzijds vindt hij het acteren leuk. 
Na de eindwedstrijd in het basketbaltoernooi nemen alle laatstejaars deel aan een ultiem toneelstuk: Senior Year. Hierin stelt iedereen zijn droom voor op een creatieve manier. Tijdens de voorbereidingen ontdekt Troy dat hij samen met Ryan, Sharpay en Kelsi geselecteerd is om een beurs te krijgen voor de acteerschool Juilliard. Troy heeft echter nooit naar deze school geschreven.
Tijdens de voorbereidingen op het stuk worstelt Troy met het dilemma of hij naar de basketbalschool moet of moet kiezen voor een acteercarrière. Het vertrek van Gabriella naar de inleidingsweken van Stanford University maakt deze keuze nog moeilijker. Bij de première van het stuk besluit Troy Gabriella op te halen om mee te spelen. 
Na de opvoering krijgt iedereen zijn diploma en vertelt elk welke universiteit ze kozen. Troy besluit om zowel basketbal als het acteren te kiezen. Hij gaat naar de University of California. Deze school ligt op korte afstand van de universiteit waar Gabriella gaat studeren zodat ze ook na hun schooltijd dicht bij elkaar blijven. Ryan en Kelsi krijgen de beurs. Taylor besluit naar Yale te gaan. Chad gaat naar UvA (Universiteit van Albuquerque), met een basketbalbeurs die ook voor Troy bedoeld was. Sharpay gaat de toneelclub van East High leiden.

## Rolverdeling
| Acteur               | Personage               |
| -------------------- | ----------------------- |
| Zac Efron            | Troy Bolton             |
| Vanessa Hudgens      | Gabriella Montez        |
| Ashley Tisdale       | Sharpay Evans           |
| Lucas Grabeel        | Ryan Evans              |
| Corbin Bleu          | Chad Danforth           |
| Monique Coleman      | Taylor McKessie         |
| Olesya Rulin         | Kelsi Nielsen           |
| Chris Warren, Jr.    | Zeke Baylor             |
| Ryne Sanborn         | Jason Cross             |
| Kaycee Stroh         | Martha Cox              |
| Alyson Reed          | Ms. Darbus              |
| Bart Johnson         | Coach Jack Bolton       |
| Leslie Wing          | Lucille Bolton          |
| Jemma Mckenzie-Brown | Tiara Gold              |
| Matt Prokop          | Jimmy "The Rocket" Zara |
| Justin Martin        | Donnie Dion             |

## Nederlandse Stemmen
| Acteur               | Personage         |
| -------------------- | ----------------- |
| Jon Karthaus         | Troy Bolton       |
| Rosanne Thesing      | Gabriella Montez  |
| Lizemijn Libgott     | Sharpay Evans     |
| Florus van Rooijen   | Ryan Evans        |
| YvonJane van Leeuwen | Taylor McKessie   |
| Levi van Kempen      | Chad Danforth     |
| Marjolein Algera     | Mrs. Darbus       |
| Finn Poncin          | Coach Jack Bolton |
| Rutger Metsch        | Jason             |
| Meghna Kumar         | Kelsi             |
| Xander Gallois       | Zeke              |
| Holanda Lazic        | Martha            |
| Sander van der Poel  | Jimmie Zara       |
| Koen Both            | Donny Dion        |
| Kirsten Fennis       | Tiara Gold        |
| Jannemien Cnossen    | Mevrouw Evans     |

## Filmmuziek
| #   | Nummer                                                       | Uitvoerder(s)                                                           | Scène in film                                         |
| --- | ------------------------------------------------------------ | ----------------------------------------------------------------------- | ----------------------------------------------------- |
| 01  | Now Or Never                                                 | The High School Musical 3: Senior Year Cast                             | In de gymzaal van de school                           |
| 02. | Right Here Right Now                                         | Zac Efron & Vanessa Hudgens                                             | In de boomhut van Troy                                |
| 03. | I Want It All                                                | Ashley Tisdale & Lucas Grabeel                                          | In de cafetaria van de school                         |
| 04. | Can I Have This Dance                                        | Zac Efron & Vanessa Hudgens                                             | Op het dakterras van de school                        |
| 05. | Just Wanna Be With You                                       | Lucas Grabeel, Olesya Rulin, Zac Efron & Vanessa Hudgens                | In het muzieklokaal en in het theater van de school   |
| 06. | A Night To Remember                                          | The High School Musical 3: Senior Year Cast                             | In het theater van de school                          |
| 07. | The Boys Are Back                                            | Zac Efron & Corbin Bleu                                                 | Rileys autosloperij                                   |
| 08. | Right here, right now (Reprise) (alleen op extended edition) | Zac Efron & Vanessa Hudgens                                             | In Troys boomhut en Gabriella's balkon                |
| 09. | Walk Away                                                    | Vanessa Hudgens                                                         | In Gabriella's huis                                   |
| 10. | Scream                                                       | Zac Efron                                                               | In de gymzaal, gangen en theater van de school        |
| 11. | Senior Year Spring Musical                                   | The High School Musical 3: Senior Year Cast                             | In het theater van de school                          |
| 12. | We're All In This Together (graduation mix)                  | The High School Musical 3: Senior Year Cast                             | Bij de ceremonie op het footballveld                  |
| 13. | High School Musical                                          | The High School Musical 3: Senior Year Cast                             | Bij de ceremonie op het footballveld en op het podium |
| 14. | Just getting started                                         | Stan Carrizosa (winnaar van "High School Musical: Get in the pictures") | Aftiteling en bloopers                                |
| 15. | The Boys Are Back                                            | US5                                                                     | ...                                                   |

## Discografie

### Albums
| Album met eventuele hitnotering(en) in de Nederlandse Album Top 100 | Datum van verschijnen | Datum van binnenkomst | Hoogste positie | Aantal weken | Opmerkingen |
| ------------------------------------------------------------------- | --------------------- | --------------------- | --------------- | ------------ | ----------- |
| High School Musical 3                                               | 2008                  | 15-11-2008            | 32              | 16           | Soundtrack  |

| Album met hitnotering(en) in de Vlaamse Ultratop 200 albums | Datum van verschijnen | Datum van binnenkomst | Hoogste positie | Aantal weken | Opmerkingen          |
| ----------------------------------------------------------- | --------------------- | --------------------- | --------------- | ------------ | -------------------- |
| High School Musical 3                                       | 2008                  | 25-10-2008            | 6               | 19           | Soundtrack / Platina |